# 2091 Сампо
2091 Сампо (2091 Sampo) — астероїд головного поясу, відкритий 26 квітня 1941 року.
Тіссеранів параметр щодо Юпітера — 3,215.
Названо на честь Сампо (фін. Sampo) - в фінської міфології, єдиного у своєму роді чудо-предмета, що володіє магічною силою, що є джерелом щастя, благополуччя і достатку.